# Hit and run (album)
Hit and run in een studioalbum van Iain Matthews, toen nog Ian Matthews geheten. Het was zijn tweede album en ook weer laatste voor Columbia Records. Het album stond in het teken van zijn samenwerking met gitarist Jay Lacy en blazer Steven Hooks. Die laatste gaf een jazzy tintje aan de muziek, het album werd daardoor qua genre moeilijk te plaatsen en betekende het eind van zijn contract bij CBS. De muziekproducent Nikolas K. Venet was voornamelijk bekend vanwege zijn werk met The Beach Boys. Het album werd opgenomen in de Larrabee Studio te Hollywood. 

## Musici
De muziek werd opgenomen met wat toen de Hit and run band werd genoemd:
- Iain Matthews – zang, akoestische gitaar
- Jay Lacy – gitaar
- Don Whaley – basgitaar, zang
- Charlie Harwood – toetsinstrumenten
- Steve Hooks – saxofoons, dwarsfluit
- Tris Imboden – slagwerk
- Bonnie Murray – achtergrondzang I will not fade away en Help to guide me

## Muziek
| Nr. | Titel                                                                     | Duur |
| --- | ------------------------------------------------------------------------- | ---- |
| 1.  | The frame (Terry Reid)                                                    | 4:17 |
| 2.  | One day without you (John Martyn)                                         | 3:53 |
| 3.  | Times (Matthews, Lacy, Hooks, Bobby Wright, Whaley, Robert Paul Guidotti) | 4:49 |
| 4.  | I will not fade away (Matthews, Lacy)                                     | 4:27 |
| 5.  | Tigers will survive (Matthews, Lacy)                                      | 3:32 |
| 6.  | Just one look (Matthews, Lacy)                                            | 2:58 |
| 7.  | Help to guide me (I need your help) (Richard Stekol)                      | 4:09 |
| 8.  | Shuffle (Matthews, Lacy)                                                  | 3:32 |
| 9.  | Hit and run (Matthews, Lacy)                                              | 5:55 |